# グリマス (作曲家)
グリマス（Grimace, aka Grymace, Grimache, 活動：1350年 - 1375年）は14世紀のフランスの作曲家。
グリマスはギヨーム・ド・マショーの同時代人で、音楽史でアルス・ノーヴァとして知られる時代に活動した。グリマスの生没年月日は不明で、わかっているのは、中世西洋音楽の写本に曲を残していることくらいである。グリマスの曲の中では、ヴィルレー『A l'arme, A l'arme（我が胸に、胸に）』が有名で、現代でもしばしば演奏されている。

## 概要
グリマスの生涯での業績は、3つのバラード、ヴィルレー、5つのロンドーの作品の作者であること以外知られていない。うち、5曲はグリマスの作品と考えて間違いないが、残りの2曲は様式の点でいささか疑わしい。グリマスの身元は不明のままであり、彼の同名の名前はアントニオ・ザッカーラ・ダ・テーラモ、トレボール、ソラージュなどの同時代の他の作曲家と同様に愛称である可能性が高いと言われる。また、彼には重複したペンネームが多数あり、そのいくつかの変名が中世の写本資料に記されていた。南フランスの宮廷で活動していたと考えられている。

## 作品
グリマスの曲と考えて間違いない5曲は以下の曲である。
- Dedens mon cuer（バラード）
- Des que buisson（バラード）
- Se Zephirus/Se Jupiter（バラード）
- Je voy ennui（ロンドー）
- A l’arme/A l’arme/Tru tru（ヴィルレー）

疑わしい2曲とは以下の曲である。
- C’estoit ma douce（ヴィルレー）
- Rescoés: Horrible feu d’ardent desir/Rescoés: Le feu de mon loyal servant（ヴィルレー）